# Shady Girl
Shady Girl (hangeul: 가식걸) è il secondo singolo del gruppo musicale sudcoreano Sistar, pubblicato nel 2010 dall'etichetta discografica Starship Entertainment insieme a LOEN Entertainment.

## Il disco
Il 23 agosto 2010 fu annunciato che il gruppo avrebbe pubblicato il loro secondo singolo il 25 agosto; insieme all'annuncio fu pubblicata anche una loro fotografia. Il teaser venne pubblicato il 24 agosto 2010, mentre il singolo e il video ufficiale il giorno seguente. Al video partecipa anche Kim Heechul dei Super Junior. Il 15 settembre 2010 venne pubblicato il video di prova del pezzo "Shady Girl". Solamente la seconda e la terza traccia vennero poi inserite nel primo album discografico della band, So Cool.
Le promozioni iniziarono il 27 agosto. Il brano "Shady Girl" fu utilizzato come traccia promozionale nelle loro performance nei programmi M! Countdown, Music Bank, Show! Music Core e Inkigayo.

## Tracce
1. Drop the Beat (feat. B2K) – 1:08 (Brave Brothers)
2. Shady Girl (가식걸) – 3:57 (Brave Brothers)
3. I Don't Want a Weak Man (약한 남자 싫어) – 3:02 (testo: Minfee – musica: Eliot Kennedy)
4. Shady Girl (가식걸) (Inst.) – 3:57 (Brave Brothers)

## Formazione
- Bora – rapper
- Hyolyn – voce, rapper
- Soyou – voce
- Dasom – voce